# 1993年11月逝世人物列表
1993年逝世人物列表：1月 - 2月 - 3月 - 4月 - 5月 - 6月 - 7月 - 8月 - 9月 - 10月 - 11月 - 12月
1993年11月逝世人物列表，是用於匯總1993年11月期間逝世人物的列表。

## 依日期排序

### 1日
- 梅芙·布倫南，76歲，愛爾蘭短篇小說作家和記者。
- 弗雷達·科貝特（Freda Corbet），92歲，英國政治家。[1]
- 喬治·丹西傑，85歲，俄裔法國電影製片人。[2]
- 奈娜·德維（Naina Devi），76歲，印度斯坦古典音樂歌手。
- 克萊門特·杜邦（Clément Dupont），94歲，法國橄欖球運動員。[3]
- 萍琪·喬治（Pinkie George），88歲，美國職業摔跤推廣人和拳擊手。
- Mervyn Jayathunga，53歲，斯裡蘭卡演員。
- Loelia Lindsay，91歲，英國女貴族和雜誌編輯。[4]
- 塞韦罗·奥乔亚，88歲，西班牙醫生，生物化學家和諾貝爾獎獲得者。[5]
- George A. Sheehan，74歲，美國醫生和體育作家，前列腺癌。[6]
- A. N. Sherwin-White，82歲，英國古代歷史學家和學者。[7]
- Frank Sundström，81歲，瑞典演員。[8]
- 亞瑟·沃德，87歲，紐西蘭乳品研究員和大學行政人員。[9]
- Salgado Zenha，70歲，葡萄牙律師和政治家。

### 2日
- Đuro Kurepa，86歲，南斯拉夫數學家。
- 布奇·尼曼，75歲，美國職業棒球大聯盟球員。[10]
- 弗雷德·威廉姆斯，80歲，美國棒球運動員。[11]
- Jean-Claude Wuillemin，50歲，法國自行車運動員。[12]

### 3日
- 理查·貝哈，64歲，德國聯邦議院政治家。
- HG Callan，76歲，英國動物學家和細胞學家。[13]
- 艾丹·克勞利（Aidan Crawley），85歲，英國記者、電視台高管和政治家。[14]
- 鄧肯·吉賓斯（Duncan Gibbins），41歲，英國電影和音樂視頻導演兼編劇，燒傷。[15]
- 阿諾德·哈默，76歲，英國板球運動員。
- William Lanteau，70歲，美國演員（Newhart、金色池塘、老查的故事）。[16]
- 約翰·盧普頓，65歲，美國演員（斷箭、我們的日子、凱撒大帝）。[17]
- 雷德蒙德·菲力浦斯，81歲，紐西蘭演員（風流劍客走天涯、冰海沉船記、間諜力量）。
- 萊昂·特雷明，97歲，俄羅斯和蘇聯發明家。[18]
- 亨利·湯瑪斯（Henri Thomas），80歲，法國作家和詩人。[19]
- 武科·武卡迪諾維奇（Vuko Vukadinović），56歲，南斯拉夫和黑山共產主義者。

### 4日
- 丹尼爾·巴羅，84歲，美國賽艇運動員和奧運選手。[20]
- 傑基·卡魯拉，76歲，加拿大羽量級拳擊手。[21]
- Cem Ersever，43歲，土耳其陸軍軍官，被謀殺。
- 艾倫·胡佛（Allan Hoover），86歲，英裔美國採礦工程師、牧場主和金融家。[22]
- 伊利·蘭道（Ely Landau），73歲，美國電影製片人兼高管，中風。[23]
- Nerina Montagnani，96歲，義大利女演員，肺炎。
- 性徹，81歲，韓國佛教僧侶。
- Cliff Young，29歲，美國棒球運動員，交通事故。[24]

### 5日
- Basuki Abdullah，78歲，印尼畫家，被毆打致死。
- 邁克爾·比爾頓，73歲，英國演員。
- 馬利歐·切奇·戈里，73歲，義大利電影製片人和商人。[25]
- Bertil Lundman，94歲，瑞典人類學家。
- Tadeusz Pankiewicz，84歲，第二次世界大戰期間的波蘭藥劑師和抵抗組織成員。[26]
- 亞瑟·羅，87歲，英格蘭足球運動員和經理。[27]

### 6日
- 澤納·阿伯特，71歲，紐西蘭織布工。[28]
- Torsten Fenslau，29歲，德國唱片騎師和音樂製作人，交通事故。
- Jack Hennemier，80歲，美國橄欖球教練和球探。
- 亞歷山德魯·皮魯（Alexandru Piru），76歲，羅馬尼亞文學評論家和歷史學家。
- 喬治·里布，72歲，法國數學家。
- Ed Sadowski，62歲，美國職業棒球大聯盟球員，ALS。[29]
- 約瑟夫·謝爾丘克，74歲，二戰期間波蘭遊擊隊員。
- 拉爾夫·蘭德爾斯·斯圖爾特（Ralph Randles Stewart），103歲，美國植物學家。[30]
- 邁克爾·弗農，61歲，澳大利亞消費者權益活動家，多發性骨髓瘤。

### 7日
- 查理斯·艾德曼，68歲，美國演員，癌症。[31]
- 克萊門特·加迪（Clemente Gaddi），91歲，義大利天主教會主教。
- 阿德萊德霍爾，92歲，美國爵士歌手和藝人，肺炎。[32]
- 喬恩·埃爾南德斯（Jon Hernandez），24歲，菲律賓演員，交通事故。[33]
- 尼古拉·科斯泰耶夫，62歲，俄羅斯舉重運動員。
- 特里斯·摩爾（Terris Moore），85歲，美國探險家和登山家，阿拉斯加大學（University of Alaska）校長，心臟病發作。[34]
- 尤里·奧斯馬諾夫（Yuri Osmanov），52歲，蘇聯和克里米亞韃靼民權活動家，被謀殺。
- 沃爾特·蘭金（Walt Rankin），74歲，美國國家橄欖球聯盟（American National Football League）球員。[35]
- 特克斯·雪麗，75歲，美國棒球運動員。[36]
- 傑克·馬丁·史密斯，82歲，美國藝術總監（埃及艳后、奇妙航海、人猿星球），奥斯卡金像奖得主（1964年、1967年、1970年）。
- 安德烈·吉洪诺夫，87歲，蘇聯數學家和地球物理學家。

### 8日
- 埃里克·貝哈爾（Erik Beijar），72歲，芬蘭足球運動員。[37]
- 迪克·卡思卡特，69歲，美國迪克西蘭小號手，癌症。[38]
- 馬塞洛·蘭迪，77歲，義大利畫家和詩人。
- Hank Leiber，82歲，美國棒球運動員。[39]
- 詹姆斯·莫法特，71歲，加拿大出生的英國小說家。[40]
- 弗朗西斯科·祖魯阿加（Francisco Zuluaga），64歲，哥倫比亞足球運動員。[41]

### 9日
- Saqr III bin Sultan al-Qasimi，68歲，沙迦酋長國統治者。
- 羅斯·安德魯，66歲，美國漫畫家（神奇女俠、蜘蛛人、制裁者）。[42]
- 阿納托爾斯·丁伯格斯，82歲，拉脫維亞外交官。
- Godfrey Lienhardt，72歲，英國人類學家，肺炎。
- 安格斯·莫德，81歲，英國政治家。[43]
- 斯坦利·邁爾斯，63歲，英國電影作曲家（猎鹿人，巫婆，羅森克蘭茨和吉爾登斯特恩已死），癌症。[44]
- Vishnudevananda Saraswati，65歲，印度瑜伽大師。[45]
- 安妮·史密斯（Anne Smith），52歲，英國中長跑運動員和奧運選手，中風。[46]
- 傑拉爾德·湯瑪斯（Gerald Thomas），72歲，英國電影導演（Carry On），心臟病發作。[47]

### 10日
- 阿塔雪斯·阿拉克利安，84歲，蘇聯和亞美尼亞經濟學家和學者。[48]
- 阿爾貝托·布雷西亞（Alberto Breccia），74歲，烏拉圭-阿根廷藝術家和漫畫家。[49]
- 賈斯汀·奧伯恩（Justin O'Byrne），81歲，澳大利亞政治家。[50]
- 保羅·奧斯瓦爾德，88歲，德國足球運動員和經理。
- Wensley Pithey，79 歲，南非演員（Oliver！，Coronation Street，Charlesworth）。

### 11日
- 德拉戈米尔·博亚尼奇，60歲，塞爾維亞演員和幽默家，肝癌。
- 佛朗哥·埃萬傑利斯蒂，70歲，義大利政治家。
- 米尔德丽德·菲泽尔，78歲，加拿大運動員和奧運選手。[51]
- 安德魯·格雷戈里·格魯特卡（Andrew Gregory Grutka），84歲，美國天主教會主教。
- 厄斯金·霍金斯（Erskine Hawkins），79歲，美國小號手和大樂隊領隊。[52]
- 羅伯特·霍加布姆（Robert E. Hogaboom），90歲，美國海軍陸戰隊四星上將。
- 奧斯曼·薩布里（Osman Sabri），88歲，庫爾德詩人、作家和記者。[53]
- 佛朗哥·薩西（Franco Sassi），81歲，義大利畫家、版畫家和雕刻家。[54]
- 約翰·斯坦利（John Stanley），79歲，美國漫畫家和漫畫作家（Little Lulu)

### 12日
- 比爾·迪基，86歲，美國棒球運動員和經理。[55][56]
- 基思·弗勞爾斯（Keith Flowers），63歲，美國橄欖球運動員。[57]
- H·R·霍尔德曼，67歲，美國政治助理和白宮幕僚長，胃癌。[58][59]
- Dria Paola，83歲，義大利女演員。
- 威廉·哈金·佩里（William Haggin Perry），82歲，美國純種賽馬的所有者和飼養員。[55]
- 泰德·林伍德（Ted Ringwood），63歲，澳大利亞實驗地球物理學家和地球化學家。[60]
- 安娜·斯坦（Anna Sten），84歲，烏克蘭裔美國女演員。[61]
- Jill Tweedie，57歲，英國女權主義者、作家和廣播員，ALS。

### 13日
- 傑克·富爾頓（Jack Fulton），90歲，美國作曲家、長號手和聲樂家。
- 魯弗斯·鐘斯（Rufus R. Jones），60歲，美國職業摔跤手，心臟病發作。[62]
- 喬治·泰勒，89歲，蘇格蘭植物學家，心臟病發作。[63]
- G. K. Venkatesh，66歲，印度電影配樂作曲家。

### 14日
- András Béres，69歲，匈牙利足球運動員和經理。[64]
- Manibhai Desai，73歲，印度經濟學家和社會活動家。
- 武鴻卿，95歲，越南革命者。
- 野坂參三，101歲，日本共產主義政治家。[65]
- Ya'akov Shimshon Shapira，91歲，以色列法學家和社會猶太復國主義政治家。
- 金元龍，71歲，韓國考古學家和藝術史學家。[66]

### 15日
- 杰克·芬奇，84歲，英國足球運動員。
- 葉蓮娜·戈戈列娃，93歲，蘇聯和俄羅斯女演員。
- 盧西亞諾·萊焦（Luciano Leggio），68歲，義大利罪犯和西西裡黑手黨頭目，心臟病發作。[67]
- 吉米·麥卡林登，75歲，愛爾蘭足球運動員。[68]
- Cvijetin Mijatović，80歲，南斯拉夫共產主義政治家。
- 哈爾·米切爾，63歲，美國橄欖球運動員，癌症。[69]
- 維奧拉·邁爾斯（Viola Myers），66歲，加拿大短跑運動員和奧運選手。[70]
- Virgil Vătășianu，91歲，羅馬尼亞學者和藝術史學家。
- 格拉迪斯·沃爾頓（Gladys Walton），90歲，美國無聲電影女演員，癌症。[71]

### 16日
- 伊夫·佈雷恩維爾（Yves Brainville），79歲，法國演員。[72]
- 湯瑪斯·加爾塞斯（Tomàs Garcés），92歲，西班牙律師和詩人。[73]
- Lorenzo Hierrezuelo，86歲，古巴 trova 歌手、吉他手和作曲家。
- 弗蘭克·莫克勒，84歲，美國律師和政治家。[74]
- 盧西亞·波普（Lucia Popp），54歲，斯洛伐克歌劇女高音，腦癌。[75]
- 肯·雷納德，87歲，美國演員（大地惊雷、有價值的東西、莉迪亞·貝利）。
- 伊芙琳·維納布爾（Evelyn Venable），80歲，美國女演員，癌症。[76][77]
- Achille Zavatta，78歲，法國小醜、藝術家和馬戲團經營者，自殺。[78]

### 17日
- 埃米·贾格尔（Amy Jagger），85歲，英國奧林匹克藝術體操運動員。[79]
- 熱拉爾·萊維斯克（Gérard D. Levesque），67歲，加拿大政治家和內閣部長。[80]
- 喬治·米薩基斯（Giorgos Mitsakis），72歲，希臘民間作曲家和作詞家。[81]
- 西村潔，61歲，日本電影製片人，自殺。
- 泰迪·鮑威爾（Teddy Powell），88歲，美國爵士音樂家和樂隊領隊。[82]
- 戈登·理查茲（Gordon Richards），60歲，威爾士足球運動員。

### 18日
- 弗里茨·費爾德（Fritz Feld），93歲，德裔美國電影演員。[83]
- Arvid Fladmoé，78歲，挪威作曲家和指揮家。[84]
- João Baptista Martins，66歲，葡萄牙足球運動員，心臟病發作。
- 魯道夫·馬特（Rudolph Matt），84歲，奧地利高山滑雪運動員和世界冠軍。
- 布蘭科·拉多維奇，59歲，南斯拉夫籃球運動員和教練。

### 19日
- 肯尼斯·伯克（Kenneth Burke），96歲，美國文學理論家和作家，心臟病發作。[85]
- 卡洛·達普拉（Carlo Da Prà），62歲，義大利冬奧會雪橇運動員。[86]
- 列昂尼德·盖代（Leonid Gaidai），70歲，蘇聯和俄羅斯喜劇電影導演，肺栓塞。[87]
- 多蘿西·雷維爾（Dorothy Revier），89歲，美國女演員。[88]
- 約翰·斯托沃西，87歲，紐西蘭出生的英國產科醫生和教授。[89]
- 諾曼·廷德爾（Norman Tindale），93歲，澳大利亞人類學家、考古學家、昆蟲學家和民族學家。 [90]

### 20日
- 埃米爾·阿多利諾，50歲，美國電影導演、編舞和製片人，愛滋病相關併發症。[91]
- 希瑟·法爾，28歲，美國職業高爾夫球手，癌症。[55]
- 克里斯托弗·弗蘭克，50歲，英裔法國作家、編劇和電影導演，心臟病發作。[92]
- Eve van Grafhorst ，11歲，首名通過輸血感染人類免疫缺陷病毒的澳大利亞兒童。[93]
- 保羅·吉拉戈西安，66歲，亞美尼亞黎巴嫩畫家。[94]
- Willi Rutz，86歲，德國足球運動員和經理。[95]

### 21日
- 比爾·比克斯比，59歲，美國演員（不可思議的綠巨人、火星叔叔马丁、埃迪父親的求愛），前列腺癌。[96]
- 瑪格麗特·博伊德（Margaret Boyd），80歲，英國長棍網球運動員和教師。[97]
- 古川胜，57歲，日本游泳運動員和奧運冠軍。[98]
- 費爾南德·皮卡德（Fernand Picard），87歲，法國汽車工程師。
- Stéphane Proulx，27歲，加拿大賽車手，艾滋病相關併發症。
- 布鲁诺·罗西（Bruno Rossi），88歲，義大利實驗物理學家。[99]
- 理查·華茲華斯，78歲，英國演員。[100]

### 22日
- P. A.貝克，53歲，印度馬拉雅拉姆語電影導演。
- 威廉·布林克利，76歲，美國作家和記者，自殺。[101]
- 安东尼·伯吉斯（Anthony Burgess），76歲，英國作家（發條橘子）和作曲家，肺癌。[102]
- 阿洛伊斯·德·赫托格，66歲，比利時自行車賽車手。[103]
- 亞歷山大·朗繆爾，83歲，美國流行病學家。[104]
- 李萊生，72歲，馬來西亞商人。[105]
- 比爾·勞克林，77歲，美國籃球運動員。[106]
- 塔季扬娜·尼古拉耶娃，69歲，蘇聯和俄羅斯鋼琴家和作曲家，中風。[107]
- 詹姆斯·斯特恩（James Stern），88歲，英裔愛爾蘭短篇小說和非小說類作家。[108]
- 伊莉莎白·史瑞亞特，67歲，美國模特和女演員。[109]
- 恩斯特·馮·克利普斯坦，85歲，德國演員。[110]
- 約瑟夫·約多伊曼（Joseph Yodoyman），43歲，乍得政治家和公務員。[58]

### 23日
- 威廉·霍姆斯·博德斯（William Holmes Borders），88歲，美國牧師和民權活動家。[111]
- 格雷·克拉克（Grey Clarke），81歲，美國職業棒球大聯盟球員。[112]
- 皮埃爾·費里（Pierre Ferri），89歲，法國股票經紀人和政治家。[113]
- 考洛乔伊·毛尔吉特（Margit Kalocsai），83歲，匈牙利體操運動員和奧運選手。[114]

### 24日
- 約翰·布萊斯，72歲，英國演員。[115]
- 阿爾伯特·科林斯（Albert Collins），61歲，美國電音藍調吉他手和歌手，肺癌患者。[116]
- 拉斯洛·費尼維西（László Fenyvesi），85歲，匈牙利足球運動員和經理。
- Grès，89歲，法國女裝設計師和服裝設計師。[117]
- 湯姆·斯科特，85歲，美國大學籃球教練。[55]
- 周培源，91歲，中國理論物理學家、政治家。

### 25日
- 艾維・布隆伯格，75歲，法國電影導演和編劇。
- 胡安·卡洛斯·卡斯蒂略（Juan Carlos Castillo），29歲，哥倫比亞賽車手，被槍殺。[118]
- 羅曼·杜爾尼奧克，65歲，波蘭足球運動員，後來成為經理。[119]
- 卡尔·洛伦茨，79歲，德國自行車運動員。[120]
- 克劳迪亚·麦克尼尔，76歲，美國女演員（日光下的葡萄干），糖尿病。[121]
- 路易士·利奧·斯奈德，86歲，美國學者。[122]
- 拉裡·烏塔爾（Larry Uttal），71歲，美國音樂主管，愛滋病。[123]
- 伯吉斯·懷特黑德，83歲，美國職業棒球大聯盟球員。[124]

### 26日
- 埃尔温·吉尔迈斯特，86歲，德國短跑運動員和奧運選手。[125]
- César Guerra-Peixe，79歲，巴西小提琴家、作曲家和指揮家。[126]
- Jarl Hjalmarson，89歲，瑞典政治家。
- Dirk Albert Hooijer，74歲，荷蘭古生物學家。[127]
- 圭多·马塞蒂（Guido Masetti），86歲，義大利足球守門員和經理。
- Ali Mohsen，53歲，葉門足球運動員。[128]
- Grande Otelo，78歲，巴西演員，喜劇演員，歌手和作曲家，患有心血管疾病。[129]
- 薩利·露絲·拉姆勒（Saly Ruth Ramler），99歲，捷克裔美國數學家。[130]
- Bernardo Segall，82歲，巴西裔美國作曲家和音樂會鋼琴家。[131]

### 27日
- 文幼章（James Gareth Endicott），94歲，加拿大基督教牧師、傳教士和社會主義者。[132]
- 傑里·亨特，49歲，美國作曲家，自殺。[133]
- Einar Landvik，95歲，挪威北歐滑雪運動員和奧運選手。[134]
- Thaddeus Mann，84歲，波蘭生物化學家。
- Everett C. Olson，83歲，美國動物學家、古生物學家和地質學家。
- William J. Trent，83歲，美國經濟學家，聯合黑人學院基金執行董事。[135]

### 28日
- 門羅亞比，89歲，加拿大律師和公民領袖。[136]
- 艾莉夫·阿爾芒（Eilif Armand），72歲，挪威演員。
- 佩里·布羅德（Pery Broad），72歲，巴西舒茨斯塔費爾士官。[137]
- 肯尼斯·康納（Kenneth Connor），75歲，英國舞臺、電影和廣播演員，癌症。[138]
- 湯米·康納，89歲，英國作詞人和詞曲作者。[139]
- 弗朗西斯·戴爾（Francis L. Dale），72歲，美國商人，美國職業棒球大聯盟（Major League Baseball）高管。[55]
- 傑里·埃德蒙頓，47歲，美國音樂家，交通事故。
- 瓊·吉特爾森，83歲，美國電影女演員。
- 羅伯特·霍金斯（Robert Hawkins），39歲，美國籃球運動員，被槍殺。[140]
- 魯道夫·凱勒（Rudolf Keller），76歲，德國國際象棋大師。[141]
- 喬·凱利，80歲，愛爾蘭賽車手。[142]
- 吉姆·倫納德（Jim Leonard），83歲，美國國家橄欖球聯盟（American National Football League）球員和教練。[143]
- Garry Moore，78 歲，美國藝人、喜劇演員和遊戲節目主持人，肺氣腫。[144]
- 黄欧东，88歲，中國政治家。
- 約翰·羅基斯基，78歲，美國橄欖球運動員。[145]
- 瑪麗安·戴爾·史考特，87歲，加拿大畫家。
- 卡米洛·托尼，71歲，義大利作曲家、教師和鋼琴家。
- 布魯斯·特納（Bruce Turner），71歲，英國爵士薩克斯管演奏家、單簧管演奏家和樂隊領隊。[146]

### 29日
- 阿諾德·博哈特（Arnold Boghaert），73歲，比利時羅馬天主教主教。[147]
- 艾倫·克萊爾（Alan Clare），72歲，英國爵士鋼琴家和作曲家。[148]
- 彼得·格魯辛（Peter Grushin），87歲，蘇聯火箭科學家和學者。
- 傑克·朗蘭，88歲，英國廣播員、教育家和登山家。[149]
- 杰汉吉尔·拉坦吉·达达博伊·塔塔，89歲，印度飛行員、實業家和企業家。[150]
- Thomas W. Whitaker，89歲，美國植物學家和園藝家。[151]

### 30日
- 大衛·休斯頓，57歲，美國鄉村音樂歌手，中風。[152]
- Wacław Jędrzejewicz，100歲，波蘭陸軍軍官，外交官和政治家。[153]
- 塞巴斯蒂安·卡彭（Sebastian Kappen），69歲，印度耶穌會牧師和神學家。
- Hirubhai M. Patel，89歲，印度公務員和政治家。
- 第二代米尔福德男爵沃根·菲利普斯，91歲，英國共產主義政治家和上議院議員。
- 湯姆·斯坎內爾，68歲，愛爾蘭足球運動員。[154]
- 鮑勃·伍爾夫（Bob Woolf），65歲，美國體育經紀人。[55]